# Inquisición en Sicilia

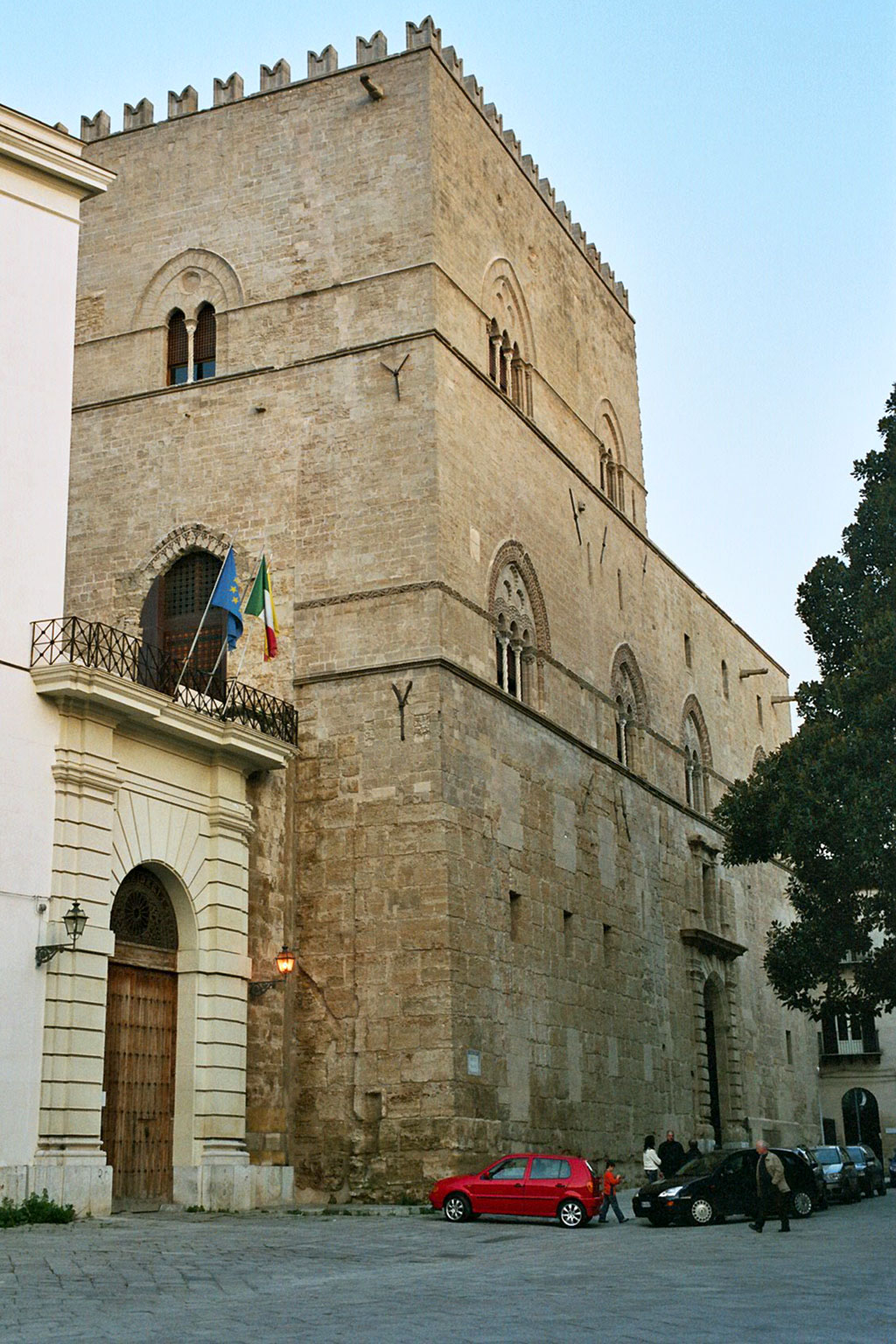
Palacio Steri sede palermitana de la Inquisición siciliana, actualmente sede del rectorado de la Universidad de estudios de Palermo

La inquisición en Sicilia fue introducida formalmente antes del 1224 por el emperador Federico II. El emperador con la constitución "Inconsutilem tunicam" emanada del consejo de Palermo, dispuso inicialmente que todos los herejes, los musulmanes antes de su expulsión, y los judíos tendrían que pagar una tasa a sufragio de los inquisidores de la fe, encargados de su control.

## Institución del Tribunal de la Inquisición
La Sicilia del siglo XV hasta casi el final del siglo XVII formaba parte del Imperio español bajo la forma de Virreinado, en igualdad con Nápoles y Cerdeña. Tras el intento fallido de extender a Sicilia el Santo Tribunal de la Inquisición español en 1481, el 6 de octubre de 1487 Fernando II de Aragón creó ex novo el Tribunal de la Inquisición y envió a Sicilia al primer inquisidor delegado, fray Agustín La Pena, cuyo nombramiento fue aprobado por el papa Inocencio VIII. En Sicilia operaban ya los inquisidores apostólicos de la Santa Sede, aunque con modalidades menos rigurosas que los de la Inquisición española.
A diferencia del Reino de Nápoles, que rechazaba sistemáticamente el ordenamiento jurídico español, dando lugar a numerosas revueltas populares, la Inquisición española no fue nunca instaurada en Nápoles bajo el mandato de Fernando II. Sin embargo, en Sicilia la inquisición se puso en marcha en ese reinado y estuvo gestionada por inquisidores llegados directamente de España. Su poder, de hecho, era incluso superior al de los virreyes, tanto en procedimientos legales como, obviamente, en la autoridad de los jueces y funcionarios locales. Junto al sometimiento de la estructura institucional de Sicilia, el Santo Oficio amenazaba de alguna manera incluso las actividades mercantiles, financieras y comerciales de la isla, a través de la censura del Tribunal eclesiástico.
La inquisición siciliana dependía directamente de la española y operaba con absoluta autonomía de la Santa Sede romana. El papa Paulo III, a diferencia de los predecesores Inocencio VIII, Alejandro VI y Julio II, que no se opusieron a la autonomía de la Inquisición siciliana de la Santa Sede, fue hostil a la institución del tribunal en el Reino de Sicilia y apoyó los recelos napolitanos. 
El jefe del tribunal siciliano era nombrado por el inquisidor general español, mientras los demás componentes del Santo Oficio se nombraban por el virrey. Por ejemplo, a mediados del siglo XVII era inquisidor general de Sicilia el español monseñor Diego García de Trasmiera.
Los primeros jueces del tribunal fueron los frailes de la Orden de Predicadores o Padres Dominicos. En 1513 la tarea fue confiada a los religiosos regulares. El declive del poder de la Inquisición en Sicilia comenzó muy lentamente a partir de 1592, cuando el virrey Duque de Alba obtuvo de Felipe II que todos los funcionarios ajenos a la Congregación de familiares del Santo Oficio (nobles, caballeros, generales y otros aristócratas sicilianos) perdieran los privilegios económicos y prerrogativas concedidas hasta entonces y pasaran a ser gravados pesadamente con las cargas de la administración del Estado. Por el contrario, los comisionados y los llamados como familiares del Santo Oficio estaban dispensados de los gravámenes e impuestos, así como de las restrictivas leyes sobre el uso de las armas y gozaban de la inmunidad de la justicia regia. Con el decreto regio de 6 de marzo de 1782, pasados más de 500 años desde su introducción, Fernando I de las Dos Sicilias dispuso la abolición de la Inquisición en la isla.

## Objetivos del Tribunal
El objetivo del tribunal no era otro que "meter en cintura" a los sicilianos bajo "tenace concepto", y en especial reprimir los pecados de la moral, las herejías de la fe o a los agitadores y difusores de ideas nuevas o peligrosas, nuevos estilos de vida o supersticiones contrarios a la conservación de la fe católica. A diferencia de los tribunales romanos, no se ejercieron casi nunca procesos en los que se debatieran teorías teológicas. A pesar de que hubo algunos enfrentamientos con el poder laico de Sicilia, el Tribunal eclesiástico es considerado por algunos historiadores como una estructura oficial de gobierno.

## Condenas

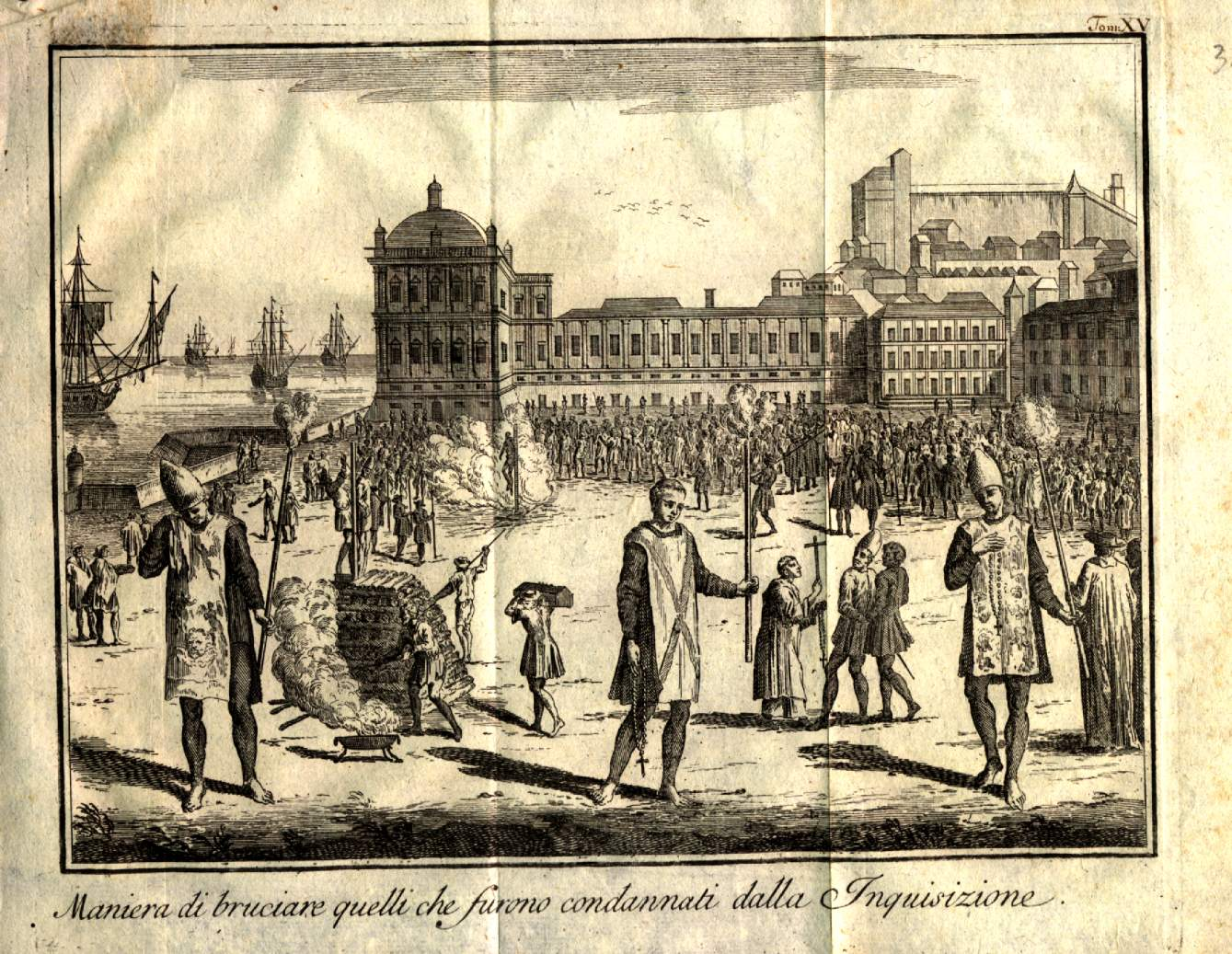
Auto de fe de la Inquisición española.

### Gerolamo Matranga
El padre teatino Gerolamo Matranga (1605 -1679) clérigo regular palermitano calificador, fue durante aproximadamente 40 años censor del Santo Oficio y participó en las decisiones del Tribunal y rubricó informes de carácter oficial donde da testimonio involuntario de las persecuciones, torturas y violencias del Santo Oficio en Palermo.
- Los delitos por los que se procesaba eran obviamente la herejía, el protestantismo o judaísmo, pero también la blasfemia, la brujería, el adulterio o la usura. Sobre 32 juicios del año 1658, 13 son por herejía, 9 por brujería (magos, adivinas), 5 por adulterio y bigamia y el caso de un sacerdote detenido por el uso de libros mágicos.
- Describe el auto de fe que concluye en la ejecución pública de la sentencia.[13]

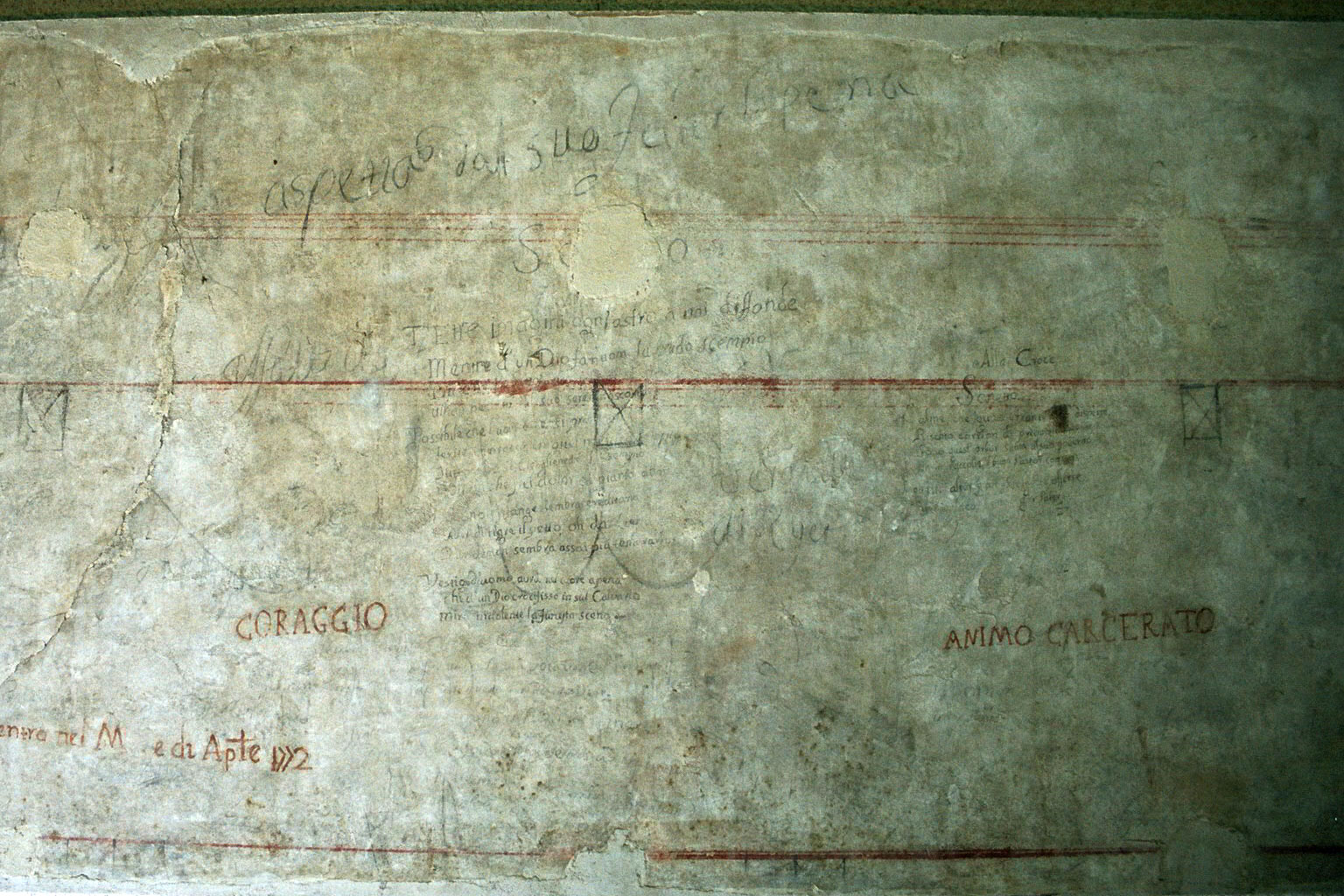
Inscripciones de los detenidos en el interior del Palacio Chiaramonte Steri.

### Palacio Steri de Palermo
En las prisiones del Palacio Chiaramonte-Steri de Palermo, donde durante casi tres siglos los inquisidores interrogaron, torturaron y mataron a cientos de hombres y mujeres, entre judíos o sencillas sospechas de comportamientos judaizantes, frailes, monjas, librepensadores o enemigos de la ortodoxia política realizaron preciosos grafitis en las celdas, testimonios únicos del sufrimiento padecido.

### Sistema carcelario e inquisitorial de Monreale antigua
Monreale, cuya urbanización comienza en el Doscientos en torno a la catedral medieval (1176), hecho erigir del rey Guglielmo II de Altavilla, último rey normando de Sicilia, fue sede inquisitorial desde un primer momento.

### Destrucción de los autos y Relaciones de causa
Leonardo Sciascia en su ensayo Morte dell'Inquisitore realiza una investigación meticulosa de los orígenes de la inquisición y refiere la dificultad de hallar información veraz sobre la actividad del tribunal de la Inquisición en Sicilia, en especial a causa de incendios involuntarios y voluntarios, como el que destruyó el archivo del Santo Oficio palermitano, ordenado por el virrey de Sicilia Domenico Caracciolo aproximadamente un año después del cierre del tribunal. De la misma opinión es Corrado Dollo. El estudio y la reconstrucción de los procesos (aproximadamente 4.500 en total) y de los acontecimientos que los rodearon, han encontrado nuevo impulso gracias a la digitalización de las relaciones de causas, procesos que los tribunales periféricos de la Inquisición española debían enviar al Consejo de la Suprema y General Inquisición de Madrid.

### Los números
Según P. Tamburini, solo en el año 1546 (bajo el séptimo inquisidor general, el cardenal Loaise) los quince tribunales activos condenaron a 120 personas al fuego, a 60 a prisión y a 600 a penas menores. Según otros historiadores de finales del Setecientos, desde 1487, año de institución del Tribunal en Sicilia, hasta 1732 fueron condenados a pena de muerte 201 personas.